# Sihvonen
Sihvonen är en sjö i kommunen Jockas i landskapet Södra Savolax i Finland. Arean är 37 hektar och strandlinjen är 4,13 kilometer lång. Sjön  ingår i Vuoksens huvudavrinningsområde.   Den ligger omkring 43 kilometer nordöst om S:t Michel och omkring 250 kilometer nordöst om Helsingfors. 